# Blue Almanac
Blue Almanac est un jeu vidéo d'aventure et de rôle sorti en 1991 sur Mega Drive au Japon. Le jeu a été développé par Hot-B et édité par Kōdansha.

## Scénario
L'Empire entre en guerre contre la planète Radan, son alliée, lorsque celle-ci attaque par surprise la planète Delta. Un jeune homme cherche alors à restaurer la paix. Le jeu a une durée de vie d'environ trente heures. 

## Système de jeu
Le jeu est un jeu de rôle permettant de contrôler jusqu'à huit personnages différents. 

## Réédition
En 2011, Super Fighter Team réédite le jeu qui n'était pas sorti aux États-Unis vingt ans plus tôt, la société devant distribuer le jeu ayant fait faillite. Super Fighter Team obtient de Star Fish et de Sega l'autorisation de rééditer le jeu à la condition de ne pas utiliser les logos de la marque sur la boîte.